# Канин Камень
Ка́нин Ка́мень — платообразный кряж в северной части полуострова Канин (Ненецкий автономный округ, Россия).
Канин Камень является продолжением Тиманского кряжа. Кряж сложен кристаллическими сланцами. Высота его достигает 241 м. На северо-западе кряж заканчивается скалистым мысом Канин Нос, на юго-востоке — Микулкиным мысом.